# 那加長塚町
那加長塚町（なかながつかちょう）は、岐阜県各務原市の地名。現行行政町名は那加長塚町一丁目から那加長塚町三丁目。

## 地理
各務原市の那加地区に属する。町域の東部は那加石山町、那加新田町、西部は那加岩地町、那加山後町、南部は那加新田町、那加兼橋町、那加神田町、北部は那加山後町、那加手力町に接する。
地名は、明治22年まで存在した長塚村に因む。
町域には境川が流れる。
道路
- 県道152号岐阜各務原線

## 歴史
この地域は江戸時代は美濃国各務郡長塚村。1889年（明治22年）に西市場村、更木新田、桐野村、岩地村、山後村、長塚村、前洞村、影野新田、新加納村が合併し、那加村（1940年に町制施行し那加町）が発足すると那加村大字長塚となる。
1944年（昭和19年）2月11日、大字長塚の一部をもって、手力町（現・那加手力町）が成立。
1963年（昭和38年）、蘇原町、鵜沼町、稲羽町と合併し各務原市が発足すると那加長塚町に改称。
この地域一帯は那加西部土地改良区として区画整理され、1977年（昭和52年）10月26日、那加長塚町の一部と那加山後町の一部で那加荒田町、那加五反田町、那加大谷町が成立。那加長塚町の一部と那加新加納町の一部、那加太平町の一部で那加浜見町が成立。1978年（昭和53年）1月31日、那加長塚町の一部と那加山後町の一部で那加石山町、那加長塚町の一部で那加兼橋町、那加長塚町の一部で那加神田町、那加長塚町の一部と那加新加納町の一部で那加新田町、那加長塚町の一部と那加新加納町の一部、那加山後町の一部で那加大門町が成立。那加長塚町の残部、那加手力町の一部をもって那加長塚町一丁目から三丁目が成立。

## 世帯数と人口
2024年（令和6年）10月1日現在の世帯数と人口は以下の通りである。
| 丁目             | 世帯数  | 人口  |
| ---------------- | ------- | ----- |
| 那加長塚町一丁目 | 80世帯  | 215人 |
| 那加長塚町二丁目 | 67世帯  | 186人 |
| 那加長塚町三丁目 | 117世帯 | 276人 |
| 計               | 264世帯 | 677人 |

## 小・中学校の学区
市立小・中学校に通う場合、学区は以下の通りとなる。
| 番・番地等 | 小学校                   | 中学校               |
| ---------- | ------------------------ | -------------------- |
| 全域       | 各務原市立那加第一小学校 | 各務原市立那加中学校 |

## 主な施設
- 各務原手力郵便局
- 長塚公民館
- 村上神社 - 白幣社
- 大願寺